# 三善長衡
三善 長衡（みよし の ながひら）は、鎌倉時代前期の官人。三善行衡の子。平安時代末期の数学者三善為康の養子・三善行康を祖父とする。

## 経歴
建久9年1月30日（1198年3月16日）、父・行衡の譲を受けて、算博士に任ぜられた。その後、主税権助・主税頭・陸奥守などの官職を歴任する一方で、当初は摂関家、後に西園寺家の家司となり、西園寺公経の信任を受けて同家の所領経営などにあたる。
承久の乱開戦直前に後鳥羽上皇によって公経が囚われると、秘かに鎌倉に使者を送って、上皇の挙兵計画と京都守護・伊賀光季の殺害を知らせた。また、幕府軍が宇治川を越えると京都入りの手引きをしたと伝えられている。